# Wanga hakodzioba
Wanga hakodzioba (Vanga curvirostris) – gatunek średniej wielkości ptaka z rodziny wangowatych (Vangidae); jedyny przedstawiciel rodzaju Vanga. Endemit Madagaskaru. Nie jest zagrożony wyginięciem.
Osiąga długość około 25–29 cm; masę od 65 do 75 g. Brak dymorfizmu płciowego.
Występuje w wilgotnych lasach równikowych Madagaskaru. Poluje m.in. na piewiki, kameleony, a także małe lemury. Gniazdo wysłane pajęczyną buduje na drzewach, wysiadywaniem 3–4 jaj oraz opieką nad młodymi zajmują się obydwoje rodzice.
Wyróżnia się dwa podgatunki V. curvirostris:
- V. c. curvirostris (Linnaeus, 1766) – zachodni, północny i wschodni Madagaskar
- V. c. cetera Bangs, 1928 – południowy Madagaskar